# Symplecta preclaroides
Symplecta preclaroides är en tvåvingeart som först beskrevs av Alexander 1964.  Symplecta preclaroides ingår i släktet Symplecta och familjen småharkrankar. Inga underarter finns listade i Catalogue of Life.